# Pleuromucrum granulatum
Pleuromucrum granulatum is een mosdiertjessoort uit de familie van de Phidoloporidae. De wetenschappelijke naam van de soort is, als Allorhynchozoon granulatum, voor het eerst geldig gepubliceerd in 2001 door Liu.